# 亚历克西斯·桑切斯
亚历克西斯·亚历杭德罗·桑切斯·桑切斯（西班牙語：Alexis Alejandro Sánchez Sánchez，發音：[aˈleksis ˈsantʃes]；1988年12月19日—），智利職業足球员，司职前锋，現效力意甲球隊乌迪内斯。他的球衣印上自己的名字阿歷斯（Alexis）。
在科布雷罗阿開始他的球員生涯1季後，山齊士於2006年轉會至意甲的烏迪內斯，兩季分別被外借至科洛科洛和河床之後，他正式在意甲上陣。2011年，山齊士轉會至西甲的巴塞罗那，以2600萬歐元的價錢，打破智利足球員的轉會費紀錄。2014年7月，山齊士以約3100萬歐元的高價轉會至阿仙奴，效力期間奪得社區盾冠軍和英格蘭足總盃冠軍。隨後效力曼聯及國際米蘭。
山齊士於2006年首次代表智利國家隊出場，至今已上陣132場，成為智利史上最多上陣的球員。同時他亦已攻入43球，在智利史上排名第一。他曾參加2010年及2014年的世界盃賽事，以及3次的美洲國家盃賽事，至今已經贏得2015年美洲國家盃及百年美洲國家盃。

## 球會生涯

### 早期生涯
山齊士出生於智利北部城市托科皮亞。他的生父離開了他全家到一個礦山工作，山齊士的叔叔和養父將其全家帶離了當地，這也讓山齊士有機會接觸到足球。

### 科布雷洛
山齊士為科布雷罗阿的青訓產品，同期的球員還有以及等智利國家隊隊友。2005年2月，山齊士獲時任科布雷洛領隊納爾遜·阿科斯塔提拔至一線隊。
山齊士於2月首次為球隊出場，對陣特木科，並於對陣康塞普西翁時射入職業生涯的首粒入球。山齊士在對陣卡爾達斯十一人的比賽後，令他成為南美自由盃參賽年齡最小的一批運動員，當時他只有16歲。
經過出色的一季，意大利甲組足球聯賽球會烏迪內斯發現了他，並在2006年4月21日出價170萬歐元成功羅致他。考慮到山齊士年齡太小，烏甸尼斯於是將他租借到智利最大的球會科洛科洛一季，吸取更多經驗。

### 高魯高魯
2006年6月23日，山齊士為高魯高魯首次上陣，對手為安圖法加斯達。而他的首個入球則在10月29日對陣智利大學時攻入，最終高魯高魯以4比2勝出。他良好的表現令他能打進一線隊的正選陣容，擠掉經驗豐富的前鋒馬里奧·卡沙利斯，伙拍同為智利國腳的溫貝托·蘇亞佐攻堅。11月1日，他於對陣拉塞雷納4比4平手的賽事中，首次梅開二度，並於2006年南美球會盃中，以7比2大勝阿拉胡埃倫斯的比賽中，射入首個洲際賽事的入球。可惜，高魯高魯於決賽不敵墨西哥球會帕丘卡，失落冠軍。在以3比2擊敗奧達斯意大利人後，山齊士贏得2006年智利甲組足球聯賽秋季聯賽冠軍。
2007年3月27日，山齊士於2007年南美自由盃對陣加拉加斯時，攻入首個南美自由盃入球，並其後完成帽子戲法，帶領球隊以4比0大勝。5月12日，山齊士在對陣時攻入他第一球，同時亦是唯一一個聯賽入球，球隊最終亦以3比1取勝。這場勝仗對高魯高魯贏得2007年春季聯賽冠軍有關鍵的作用，他們成功以1比0贏下對陣的比賽後，宣佈成功取得第26個聯賽錦標。
2007年U20世界盃足球賽舉行時，山齊士有着出色的表現，智利U20亦拿下第3名。2007年8月15日，在外借至高魯高魯的租借期完結後，他被外借至阿根廷球隊河床。

### 烏甸尼斯
經過在阿根廷的成功的賽季之後，2008年7月山齊士返回烏甸尼斯，他的同胞伊斯拉亦在前一年加盟。甫加盟球隊，山齊士在3比0勝辛奴動力55的季前热身賽裏，成為了全場最佳球員。9月14日，他首次代表烏甸尼斯参加意甲的比賽，可是不敵尤文圖斯。四天後面對多特蒙德的比赛是他首場参加的歐洲賽事。2008年10月19日，山齊士面對莱切時，攻入了首個聯賽入球，不過之後他就陷入了短期的低迷，招來批評。批評直到在對陣博洛尼亚時，第90分鐘打入制勝球絕殺比賽後才終結。從這年開始山齊士一直是球隊的主力球員，進攻效率也逐漸提高。
2009-10賽季中，烏甸尼斯能打進意大利盃四強，山齊士於比賽中出色的表現擔當着重要的角色。他先於八強對陣AC米蘭的比賽中，交出關鍵助攻給 ，令烏甸尼斯險勝1比0，晉級四強。強戰對陣罗马的次回合，山齊士於81分鐘為球隊追近比數，可惜為時已晚，兩回合計烏甸尼斯以2比1落敗。儘管球隊出局，他仍被賽會評選為全場最佳球員。
2011年2月27日，在烏甸尼斯以7比0大勝巴勒莫的比賽里，山齊士在上陣52分鐘，上演「大四喜」，個人獨中4球，打破了智利人於意甲聯賽單場的入球紀錄，舊紀錄由智利國家隊傳奇和保持。
全個賽季裏，山齊士和的組合合共攻入39球，比2007-08賽季的和的組合少2球。山齊士場上的技術速度和突破能力強人一等，由此引起了諸多歐洲班霸球會的矚目。2011年，山齊士於國際足球協會官網的投票中，獲選為全球最被看好的新星，其他對手為、及。

### 巴塞罗那
2011年7月21日，西甲班霸巴塞隆納官方宣佈與烏甸尼斯達成協議，成功收購山齊士，成為首位效力巴塞隆拿的智利球員，轉會費為2600萬歐元，包括1150萬歐元的浮動獎金。5天後，他通過體測，正式加盟巴塞隆拿。時任領隊瓜迪奥拉讚賞山齊士十分年輕，三個前場的攻擊位置他都能勝任，亦會熱切地防守。山齊士亦表示期待向梅西、哈维等球員學習，並贏得更多錦標。7月25日，他首次在魯營球場亮相，獲得已離隊的博扬的9號球衣。
山齊士在球隊的首季間中受短期傷患困擾。8月14日，山齊士在2012年西班牙超級盃對陣皇家马德里時首次為球隊上陣，可惜被對方的左閘弄傷大腿。8月29日，他首次在西甲的賽事上場，對陣比利亞雷阿爾。賽事中，他打入自己在西甲首個入球，亦是巴塞隆拿在該場比賽中進的第三球，助球隊以5比0大勝。 2011年9月10日西甲第三圈對陣皇家蘇斯達時，他在上半場拉傷肌腱，被迫休戰兩個月，其後在2011年11月1日復出在歐聯對陣比尔森胜利。2011年12月10日，於西班牙國家打吡的賽事中，他在第30分鐘射入重要的入球，為球隊扳平比數，協助球隊1比3輕取皇家马德里。 2012年2月15日，他的梅開二度協助球隊3比1輕取勒沃库森。
2012-13賽季，山齊士於對陣本菲卡時，攻入本賽季首個入球，帶領以2比0勝出。2013年2月10日，山齊士攻入本賽季首個聯賽入球，對手為赫塔費，協助球隊在主場以6比1大勝。從2月起，山齊士於對陣拉科鲁尼亚、馬略卡、毕尔巴鄂、贝蒂斯。马德里竞技和西班牙人的比賽中皆有入球。巴塞隆拿該季亦在西甲以破紀錄100分完成賽季，取得聯賽冠軍。
2013年10月26日，山齊士於本賽季第1次國家打吡中，射入奠勝的一球，令球隊在主場以2比1勝出。2014年1月5日，對陣埃尔切時，山齊士大演帽子戲法，協助球隊以4比0大勝。於2013-14賽季，山齊士於各項賽事攻入的21球，創下他職業生涯的新高，其中西甲攻入了19球。

### 阿仙奴
2014年7月10日，阿仙奴官方宣布以3170萬歐元，簽下山齊士。他身披17號球衣，而原本使用17號球衣的蒙利爾則改穿18號。山齊士對加入阿仙奴表示高興，因為球隊有出色的球員、教練和球場，全球各地的球迷亦十分支持球隊。而領隊温格對山齊士的加入表示興奮，並稱讚他在過去數個球季中，有着持續高水準的表現。2014年8月2日，在酋長盃對陣本菲卡的比賽中，山齊士首次替阿仙奴上陣，於第71分鐘後備入替，最終阿仙奴以5比1大勝。
2014-15赛季
2014年8月10日，山齊士於英格蘭社區盾的賽事中，上陣上半場45分鐘，結果阿仙奴以3比0大勝曼城，贏得社區盾冠軍。8月16日，他首次在英超上陣，並交出一次助攻給哥斯尼，助球隊反勝水晶宫2比1。8月27日，他在對陣贝西克塔什的欧冠比賽中，取得第一個入球，協助球隊小勝1比0，兩回計總比數以1比0，晉級歐聯小組賽。阿歷斯·山齊士於2014-2015所有賽事中出場52次，攻入25球，助攻32次，帶領阿仙奴奪得社區盾和英格蘭足總盃。
2015-16赛季
2015-2016英格蘭超級足球聯賽第7輪，山齊士連中三元助阿仙奴以5比3作客小勝李斯特城，打破十五場英超賽事入球荒，並成為首位分別效力意甲、西甲和英超聯賽都曾上演帽子戲法的球員。並之後梅開二度帶領阿仙奴以3比0狂數曼聯。4月時，山齊士連續4場英超賽事中皆有入球，對手為屈福特、韋斯咸、愛華頓，以及西布朗，其中對陣西布朗的賽事中梅開二度。全季，山齊士於各項賽事上陣41場，攻入17球，助攻21次。
2016-17赛季
在新球衣發佈時，阿仙奴同時宣佈山齊士於2016-2017球季將會改穿罗西基留下的7號球衣。山齊士在新球季由原來的翼鋒改任正中鋒，取代了原本吉鲁的位置，而他原來的翼鋒位則由张伯伦、沃尔科特和伊沃比等小將輪流出戰。2016年12月4日，山齊士在阿仙奴作客對韋斯咸大演帽子戲法，助球隊以5比1大勝。
2017-18赛季
桑切斯在参加2017年国际足联联合会杯后归队，但因伤缺席了球队对阵切尔西获胜的2017年英格兰社区盾以及英超4-3战胜李斯特城的开门红。他在球队客场0比4败给利物浦的比赛中首次赛季首发。而他的赛季首球来自于球队在欧联3比1战胜科隆的那场比赛。其后桑切斯的赛季联赛杯首发出现在1比0战胜唐卡斯特流浪者的那场比赛，他交出了个人赛季首个助攻，由沃尔科特完成进球帮助球队取得胜利。在客场对阵般尼的英超比赛中，桑切斯在伤停补时阶段射入争议性点球，帮助球队在积分榜上暂时超过北伦敦死敌热刺。在阿仙奴5比0大胜哈德斯菲尔德的英超比赛中，桑切斯延续了良好的进球状态，攻入全场第三球，是他近三场比赛的第三个进球。

### 曼聯
2017-18赛季
2018年1月22日，在阿仙奴和曼聯的一笔球员直接交换的交易中，姆希塔良轉投阿仙奴而山齊士則轉投曼聯。山齊士成為首位效力曼聯的智利球員。
2018年1月27日，山齊士首次以曼聯球員身分上陣，在英格蘭足總盃作客對伊奧維，他在61分鐘交出一個助攻給埃雷拉，11分鐘後山齊士退下火線，由林加德入替。最後曼聯以4:0擊敗伊奧維成功晉級。2月1日的英超賽事，曼聯作客對熱刺，山齊士正選上陣，但最後熱刺以2:0擊敗曼聯。2日後的英超賽事，曼聯主場迎戰哈德斯菲尔德，山齊士再次正選上陣，盧卡古在55分鐘接應馬達在左路的傳中並為曼聯射入領先一球，十多分鐘後，山齊士在禁區被希菲利踢跌，他親自主射12碼被門將約拿斯·羅素撲出，但山齊士成功補中將球射入，射入山齊士效力曼聯的第1個入球，最後曼聯以2:0擊敗哈德斯菲尔德。
2018年4月7日的曼徹斯特德比裏，山齊士於下半場表現神勇，交出兩個助攻，先斜傳博格巴扳平2-2，再開出自由球讓斯莫林破門，助曼聯進球三球，作客連3-2奇跡反勝曼城。
2018-19赛季
2018年10月7日，曼聯主場迎戰紐卡索聯，一度落後0-2，山齊士在90分鐘接應楊格傳中頂入絕殺球，助曼聯反勝3-2。
2019年1月26日，山齊士轉投曼聯一年後，首次倒戈阿森纳，於足總杯賽事助曼聯作客的先開紀錄，以3-1淘汰舊東家，亦終結了個人超過3個月的進球荒。

### 國際米蘭
2019年8月，山齊士被借去意甲球隊國際米蘭。在租借後一個多月，山齊士便重傷休戰三個月。
2021年5月，山齊士隨隊獲得2020-21賽季意甲冠軍，但国际米兰班主張康陽卻要求主帥與球員們減薪，不少奪冠成員下賽季可能將離隊。
2022年1月12日，桑切斯在意大利超级杯中对阵尤文图斯时打入一粒绝杀进球，为国际米兰以2-1的比分取得胜利。 2022年8月8日，桑切斯与国际米兰达成协议，双方同意终止合同。

### 马赛
2022年8月9日，法甲俱乐部马赛宣布与桑切斯达成初步协议，转会取决于他的体检结果。 次日，他签署了一份为期两年的合同，并可选择续约一年。

### 重返国际米兰
2023年8月26日，国际米兰宣布桑切斯自由转会回归，与他签订了一份为期一赛季的合同。

### 重返乌迪内斯
2024年8月10日，乌迪内斯宣布桑切斯自由转会回归，与他签订了一份为期两年的合同。

## 国家队生涯

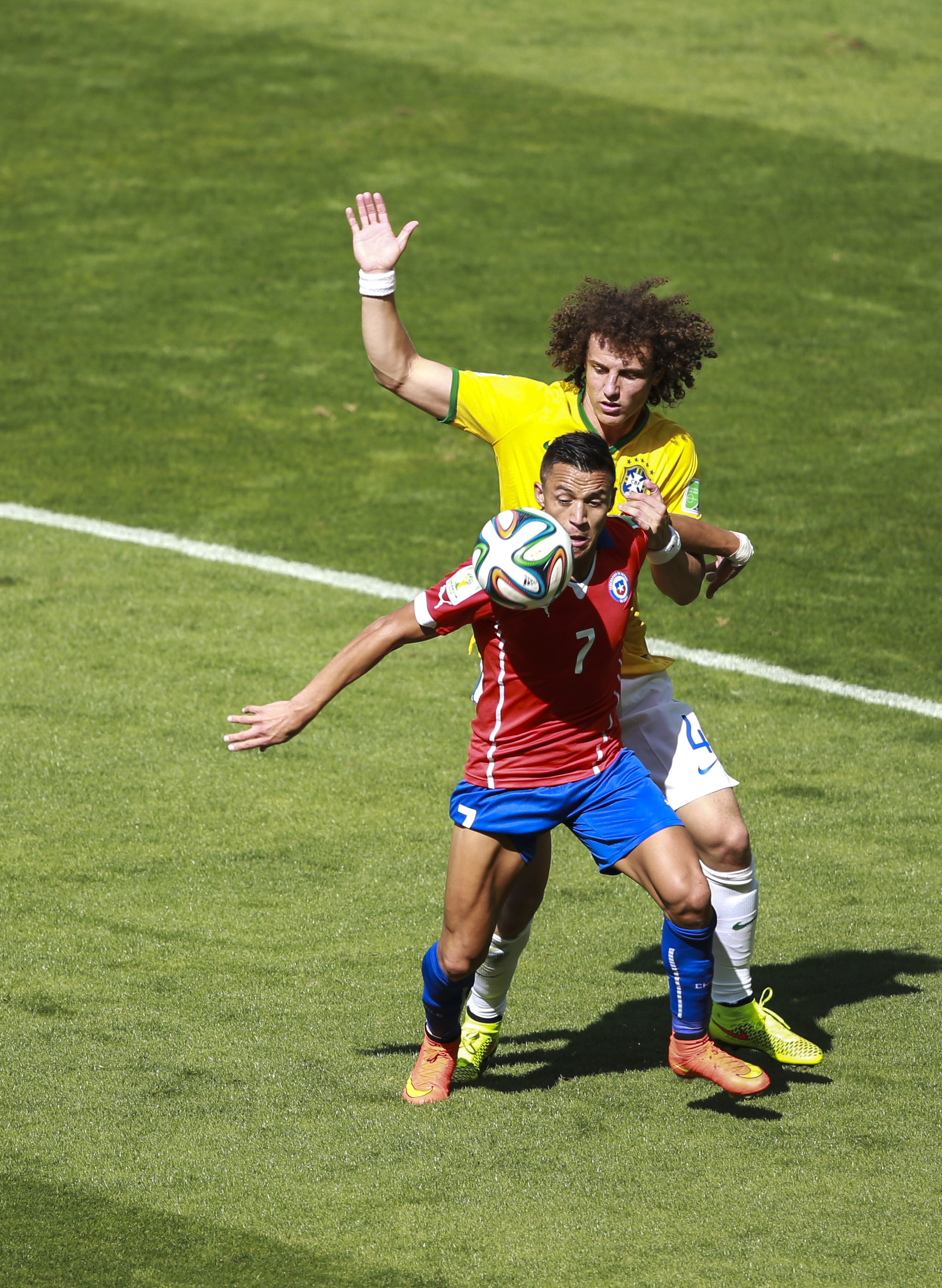
2014年世界盃，山齊士(紅衣)為智利上陣

早在2006年4月27日面对新西兰的比赛裏桑切斯就首次代表国家队上阵，2007年国际足联17岁以下世界杯比赛中他与球队并肩作战拿到了第三名的好成绩。桑切斯的首粒国家队进球来自于2007年9月7日智利队1比2负于瑞士的比赛。
2014年世界盃
在南美洲外圍賽中，阿歷斯·山齊士為智利國家隊攻入4球，在決賽周亦攻入2球，可惜智利十六強止步。
2015年美洲國家盃
山齊士被列入參加2015年美洲國家盃的其中一位足球員，他於智利5比0大勝玻利維亞的比賽中攻入一球，並在決賽互射十二碼中射入第四球，為智利贏得2015年美洲國家盃。
百年美洲國家盃
2016年6月15日，山齊士在對陣巴拿馬的比賽中，射入球隊的第三和第四球，協助球隊以4比2取勝，獲得分組賽出線的資格。6月18日，山齊士於7-0大勝墨西哥的比賽中，攻入一球，交出兩次助攻。6月27日，山齊士於決賽上陣104分鐘後被換下，智利於互射十二碼階段4比2擊敗阿根廷，山齊士賽後亦獲得代表賽事最佳球員的金球獎。
2018年世界盃
在南美洲外圍賽，山齊士對巴西有一球進帳，令智利於2000年後首次贏巴西隊。其後對秘魯的比賽，他梅開二度，協助球隊4比3險勝。

### 國家隊上陣次數
（截至2015年6月24日）
| 國家隊 | 年份 | 上陣 | 入球 |
| ------ | ---- | ---- | ---- |
| 智利   | 2006 | 5    | 0    |
| 智利   | 2007 | 4    | 1    |
| 智利   | 2008 | 9    | 2    |
| 智利   | 2009 | 9    | 5    |
| 智利   | 2010 | 7    | 4    |
| 智利   | 2011 | 11   | 2    |
| 智利   | 2012 | 8    | 0    |
| 智利   | 2013 | 11   | 8    |
| 智利   | 2014 | 13   | 4    |
| 智利   | 2015 | 14   | 5    |
| 智利   | 2016 | 9    | 3    |
| 合計   | 合計 | 100  | 34   |

## 技術特點
山齊士的速度飛快、具創造力，同時他為一個勤勞的球員，尤其以場上的技術、能量及跑動量著名。他是一位右腳的球員，但他運用左腳時亦有不錯的效果，因此他能在場上司職前場不同的位置，分別有左右兩翼、前鋒、偽9號，甚至是進攻中場。山齊士的盤扭、敏捷和加速度令他能善於運用假動作過人，創造入球機會或自己攻門。同時，山齊士的定位球能力亦出眾，經常主射罰球或開角球。

## 荣誉

### 球會
科洛科洛
- 智利足球甲級聯賽冠軍 (2)：2006年秋季聯賽，2007年春季聯賽
- 南美杯亞軍（1）：2006年

 河床
- 阿根廷足球甲級聯賽冠軍（1）：2008年秋季聯賽

 巴塞罗那
- 西班牙甲組足球聯賽冠軍（1）：2012-13年
- 西班牙超級盃（2）：2011年，2013年
- 歐洲超級盃（1）：2011年
- 世界冠軍球會盃（1）：2011年
- 西班牙國王盃（1）：2012年

 阿仙奴
- 英格蘭社區盾（2）：2014年﹑2015年
- 英格蘭足總盃（2）：2015年，2017年

 国际米兰
- 意大利足球甲级联赛冠軍：2020-21賽季[51]，2023–24[76]
- 欧足联欧洲联赛亞軍：2019-20賽季
- 意大利超級盃冠軍：2021年，2023年[77]

### 國家隊
- U20世界盃足球賽季軍（1）：2007年
- 美洲國家盃冠軍（2）：2015年[78]、2016年

### 個人
- 美洲盃金球獎: 2016年
- 美洲盃最佳陣容: 2016年
- 意甲每月最佳球員（1）：2011年2月
- 意大利足球甲級聯賽足球先生（1）：2010–11年[79]
- PFA年度最佳陣容（1）：2015年
- 兒童票選獎（1）：2015年
- 阿仙奴最佳球員（1）：2015年